# Mari-Leen Kaselaan
Mari-Leen Kaselaan, nota anche con lo pseudonimo di Mari-Leen (Tartu, 2 dicembre 1987), è una cantante estone.

## Biografia
Mari-Leen Kaselaan è nata il 2 dicembre 1987 a Tartu, ma è cresciuta ad Elva, dove ha studiato canto e violino. La propria carriera inizia con il gruppo Ekvivalent, per poi farsi conoscere come solista grazie ad un concorso lanciato dalla stazione radiofonica estone Skyplus dove Mari-Leen ha raggiunto la finale.
Ha raggiunto fama e successo nel 2005 quando entra nel gruppo Suntribe, con cui aggiudica la vittoria dell'Eurolaul e con cui rappresenta l'Estonia all'Eurofestival 2005 con il brano "Let's Get Loud". 
Dopo lo scioglimento del gruppo, Mari-Leen ha intrapreso una carriera solista. Nell'aprile del 2006 pubblica il suo primo singolo solista Rahutu Tuhkatriinu, una cover estone del pezzo finlandese Levoton Tuhkimo dei Dingo. Il pezzo è un successo e riesce a raggiungere la #1 nella classifica estone. Anche il secondo singolo Suure Linna Inglid, pubblicato a settembre, riesce ad ottenere un buon successo. Il 4 dicembre 2006 pubblica il primo album solista Rahutu Tuhkatriinu, disco scritto e prodotto da Sven Lõhmus e Lauri Laagus. L'album riesce anch'esso a raggiungere il primo posto in classifica. È stata anche premiata come "Miglior nuovo artista" ai Radio 2 Aastahitt 2006 e agli Eesti Muusikaauhinnad 2006. Nel 2007 continua la promozione del disco estraendo altri due singoli: Kiirteel a gennaio e Õpetaja ad aprile. Lo stesso anno riceve anche due premi agli Kuldne Plaat 2007: come "Miglior nuovo artista" e "Miglior artista femminile". Nel giugno del 2008 ha pubblicato il suo secondo album solista 1987.

## Discografia

### Album
- 2006 - Rahutu Tuhkatriinu
- 2008 - 1987

### Singoli
- 2005 - Let's Get Loud (con le Suntribe)
- 2005 - Ei Tunne Mind (con le Suntribe)
- 2006 - Rahutu Tuhkatriinu
- 2006 - Suure Linna Inglid
- 2007 - Kiirteel
- 2007 - Õpetaja
- 2007 - 13 Ja Reede
- 2008 - Printsess
- 2008 - 1987
- 2008 - Elektrisinises
- 2008 - Torm